# Charles Pinckney
Charles Pinckney, född 1757 i Charles Towne (nuvarande Charleston), South Carolina, död 29 oktober 1824 i Charleston, South Carolina, var en amerikansk diplomat och politiker. Han var guvernör i South Carolina 1789-1792, 1796-1798 och 1806-1808. Han representerade South Carolina i kontinentalkongressen och i båda kamrarna av USA:s kongress. Han var chef för USA:s diplomatiska beskickning i Spanien 1802-1804. Han var först federalist men bytte sedan parti till demokrat-republikanerna.
Pinckney inledde 1779 sin karriär som advokat i South Carolina. Han var ledamot av kontinentalkongressen 1784-1787. Han var med om att underteckna USA:s konstitution. Han efterträdde 1789 Thomas Pinckney som guvernör och efterträddes 1792 av William Moultrie. Pinckney tillträdde 1796 på nytt som guvernör och han representerade ett annat parti än första gången, eftersom han hade bytt parti till demokrat-republikanerna. Han efterträddes 1798 av Edward Rutledge.
Pinckney efterträdde 1798 John Hunter i USA:s senat. Han avgick 1801 och efterträddes av Thomas Sumter. President Thomas Jefferson utnämnde Pinckney till minister i Spanien. En av hans uppgifter var att få Spanien att acceptera Louisianaköpet då USA fördubblade sin tidigare areal genom de stora landområden som Jefferson förvärvade från Frankrike. Pinckney lämnade 1804 sitt ämbete som beskickningschef. Han tillträdde 1806 guvernörsämbetet för tredje gången och efterträddes 1808 av John Drayton.
Pinckney blev sedan invald i USA:s representanthus i kongressvalet 1818. Han var motståndare till Missourikompromissen. Han återvände till sitt arbete som advokat efter en tvåårig mandatperiod i representanthuset.
Pinckney avled 1824 och gravsattes på St. Philip's Churchyard i Charleston. Sonen Henry L. Pinckney var ledamot av USA:s representanthus 1833-1837.